# Softcult
Softcult — канадский гранж-дуэт, состоящий из близнецов Феникс и Мерседес Арн-Хорн. Дуэт сочетает звучание гранжа с шугейзом, а также — этику DIY и riot grrrl. Сестры характеризуют жанр своей музыки как “riotgaze”.

## История
Близнецы Феникс и Мерседес Арн-Хорн, родившиеся в 1994 году, выросли в Торонто, где обучались на дому у своей матери, учительницы английского языка. До основания группы Softcult близнецы были участницами поп-панк группы Courage My Love, выпустившей несколько мини-альбомов и два студийных альбома в течение 2010-х. Чувствуя творческое давление от звукозаписывающего лейбла, близнецы решают расформировать Courage My Love и начинают новый проект вместе летом 2020 года. Группа выбрала название «Softcult», которое Мерседес прокомментировала в интервью:
Мы назвали группу Softcult потому, что она целиком посвящена социальным комментариям. "Мягким культом" может быть все что угодно, начиная от церкви, правительства, семьи, и даже группы. Это все, о чем вы действительно не сомневаетесь, когда следуете за группой людей. Мы все находимся в мягких культах в обществе, не осознавая этого; мы просто добровольные участники, так как это нормализовано на данный момент. Это может звучать немного грубо, но это также призвано заставить вас задуматься, частью каких "мягких культов" вы являетесь.Оригинальный текст (англ.)We chose Softcult because this band is all about social commentary. A soft cult could be anything from a church, a government, a family, a band even. It’s anything that you don’t really question where you follow your group of people. We’re all in soft cults in society that we don’t realize we’re a part of, we’re just willing participants because it’s a normalized thing at this point. It can sound a little harsh but it’s also meant to make you question which soft cults are you a part of.
Дебютный сингл группы «Another Bish» вышел 15 января 2021 года.
16 апреля 2021 года группа выпустила первый мини-альбом «Year of the Rat» на лейбле Easy Life Records. Второй мини-альбом дуэта получил название «Year of the Snake». Феникс описала альбом «отражающим их чувства по отношению к беспощадному капиталистическому обществу, в котором мы живем, и проблемы, которые необходимо решить». Песня «B.W.B.B.» была написана в ответ на убийство Сары Эверард в марте 2021. Третий EP, названный «See You in the Dark», был выпущен 24 марта 2023 года, и был вдохновлен группами My Bloody Valentine и Cocteau Twins. Мини-альбом был номинирован на премию Juno Award в категории «Альтернативный альбом года» в 2024. 24 мая 2024 года выпущен четвёртый мини-альбом «Heaven». 6 августа 2024 года при участии сестер вышел трек «Dull» группы Teen Jesus and the Jean Teasers, на который 7 августа вышел клип с участием Мерседес и Феникс.

## Музыкальный стиль и влияние
Группа может быть описана такими жанрами как гранж, альтернативный рок, lo-fi и шугейз. Сестры были вдохновлены культурой riot grrrl 1990-х годов, и ссылаются на Bikini Kill, Bratmobile и Pussy Riot как группы, которые оказали влияние на их группу. Кроме того, Softcult выпускает ежемесячный журнал «SCripture zine», впервые опубликованный в феврале 2021. В журнале обсуждаются относящиеся к окружающей среде, социальные и политические проблемы.

## Участники группы
- Мерседес Арн-Хорн — вокал, гитара
- Феникс Арн-Хорн — вокал, ударные, продюсирование

Концертные участники
- Брент МакСвигган — соло-гитара (2022-н.в.)
- Филл Херст — бас-гитара (2023-н.в.)
- Оливер Бердетт — бас-гитара (2022—2023)[28][29]

## Дискография

### Сборники
| Название    | Подробности                                                                            |
| ----------- | -------------------------------------------------------------------------------------- |
| Zodiac EPs  | - Выпущен: 30 сентября 2022 - Лейбл: Easy Life - Формат: LP, CD                        |
| Dark Zodiac | - Выпущен: 12 мая 2023 (эксклюзивно для Японии) - Лейбл: Hands and Moment - Формат: CD |

### Концертные альбомы
| Название                   | Подробности                                                |
| -------------------------- | ---------------------------------------------------------- |
| Softcult on Audiotree Live | - Выпущен: 5 сентября 2023 - Лейбл: Audiotree - Формат: DD |

### Мини-альбомы
| Название            | Подробности                                                      |
| ------------------- | ---------------------------------------------------------------- |
| Year of the Rat     | - Выпущен: 16 апреля 2021 - Лейбл Easy Life - Формат: CS, DD     |
| Year of the Snake   | - Выпущен: 4 февраля 2022 - Лейбл: Easy Life - Формат: CS, DD    |
| See You in the Dark | - Выпущен: 24 марта 2023 - Лейбл: Easy Life - Формат: CD, CS, DD |
| Heaven              | - Выпущен: May 24, 2024 - Лейбл: Easy Life                       |

### Синглы
| Название                                          | Год  | Альбом              |
| ------------------------------------------------- | ---- | ------------------- |
| «Another Bish»                                    | 2021 | Year of the Rat     |
| «Gloomy Girl»                                     | 2021 | Year of the Rat     |
| «Spit it Out»                                     | 2021 | Year of the Snake   |
| «House of Mirrors»                                | 2021 | Year of the Snake   |
| «BWBB»                                            | 2021 | Year of the Snake   |
| «Perfect Blue»                                    | 2021 | Year of the Snake   |
| «Gaslight»                                        | 2022 | Year of the Snake   |
| «Uzumaki»                                         | 2022 | Year of the Snake   |
| «Been a Son»                                      | 2022 | Non-album single    |
| «Frances Farmer Will Have Her Revenge on Seattle» | 2022 | Non-album single    |
| "One of a Million                                 | 2022 | See You in the Dark |
| «Drain»                                           | 2022 | See You in the Dark |
| «Someone2Me»                                      | 2022 | See You in the Dark |
| «Dress»                                           | 2023 | See You in the Dark |
| «Love Song»                                       | 2023 | See You in the Dark |
| «Spoiled»                                         | 2023 | See You in the Dark |
| «Haunt You Still»                                 | 2023 | Heaven              |
| «Heaven»                                          | 2023 | Heaven              |
| «Shortest Fuse»                                   | 2024 | Heaven              |
| «Spiralling Out»                                  | 2024 | Heaven              |
| «One Of The Pack»                                 | 2024 | Heaven              |

## Видеография

### Видеоклипы
| Дата публикации  | Название                                        | Альбом              |
| ---------------- | ----------------------------------------------- | ------------------- |
| 15 янв. 2021 г.  | Another Bish                                    | Year of the Rat     |
| 26 мар. 2021 г.  | Gloomy Girl                                     | Year of the Rat     |
| 16 апр. 2021 г.  | Take It Off                                     | Year of the Rat     |
| 12 мая 2021 г.   | Young Forever                                   | Year of the Rat     |
| 10 июн. 2021 г.  | Bird Song                                       | Year of the Rat     |
| 23 июл. 2021 г.  | Spit It Out                                     | Year of the Snake   |
| 3 сент. 2021 г.  | House Of Mirrors                                | Year of the Snake   |
| 8 окт. 2021 г.   | BWBB                                            | Year of the Snake   |
| 26 нояб. 2021 г. | Perfect Blue                                    | Year of the Snake   |
| 7 янв. 2022 г.   | Gaslight                                        | Year of the Snake   |
| 4 февр. 2022 г.  | Uzumaki                                         | Year of the Snake   |
| 13 мая 2022 г.   | Been A Son                                      | Non-album single    |
| 27 мая 2022 г.   | Francis Farmer Will Have Her Revenge On Seattle | Non-album single    |
| 23 сент. 2022 г. | One Of A Million                                | See You in the Dark |
| 2 нояб. 2022 г.  | Drain                                           | See You in the Dark |
| 15 дек. 2022 г.  | Someone2Me                                      | See You in the Dark |
| 17 янв. 2023 г.  | Dress                                           | See You in the Dark |
| 23 февр. 2023 г. | Love Song                                       | See You in the Dark |
| 24 мар. 2023 г.  | Spoiled                                         | See You in the Dark |
| 10 нояб. 2023 г. | Haunt You Still                                 | Heaven              |
| 12 дек. 2023 г.  | Heaven                                          | Heaven              |
| 30 янв. 2024 г.  | Shortest Fuse                                   | Heaven              |
| 21 мар. 2024 г.  | Spiralling Out                                  | Heaven              |
| 25 апр. 2024 г.  | One Of The Pack                                 | Heaven              |
| 24 мая 2024 г.   | 9 Circles                                       | Heaven              |